# Gonçalo Salvadores
Gonçalo Salvadores (em castelhano: Gonzalo Salvadórez;morto em Rueda de Jalón, 6 de janeiro de 1083) chamado "O quatro mãos" foi um magnata e conde castelhano porta-estandartes real e tenente em Lara, Bureba, Tedeja entre outras localidades.

## Relações familiares
Gonçalo Salvadores foi filho de Salvador Gonçalves e de Muniadona. Seu pai, que não foi conde, foi tenente de Bureba e de Arreba, e sua mai foi possivelmente irmã do Nuno, Fortun, Rodrigo e Diego Alvares, importantes magnatas que aparecem na documentação chamando-se “os castelanos”. Teve um irmão, Alvar, esposo de Juliana, filha de Fortun Alvarez, que confirmou com Gonçalo e outros ricos-homens a carta de arras que O Cid entregou a sua esposa Jimena Diaz.

## Biografia
Gonçalo, que gozava da confiança do rei Fernando I de Leão, aparece pela primeira vez integrado na vida política em 1056 confirmando a doação do rei e da rainha Sancha I ao Mosteiro de São Salvador de Oña. O filho do rei, Sancho II procurou o apoio dos magnatas castelhano, incluindo  Munio Gonçalves, irmão de Salvador Gonçalves, e seus dois sobrinhos Gonçalo e Alvar, assim como os seus parentes os Alvares.

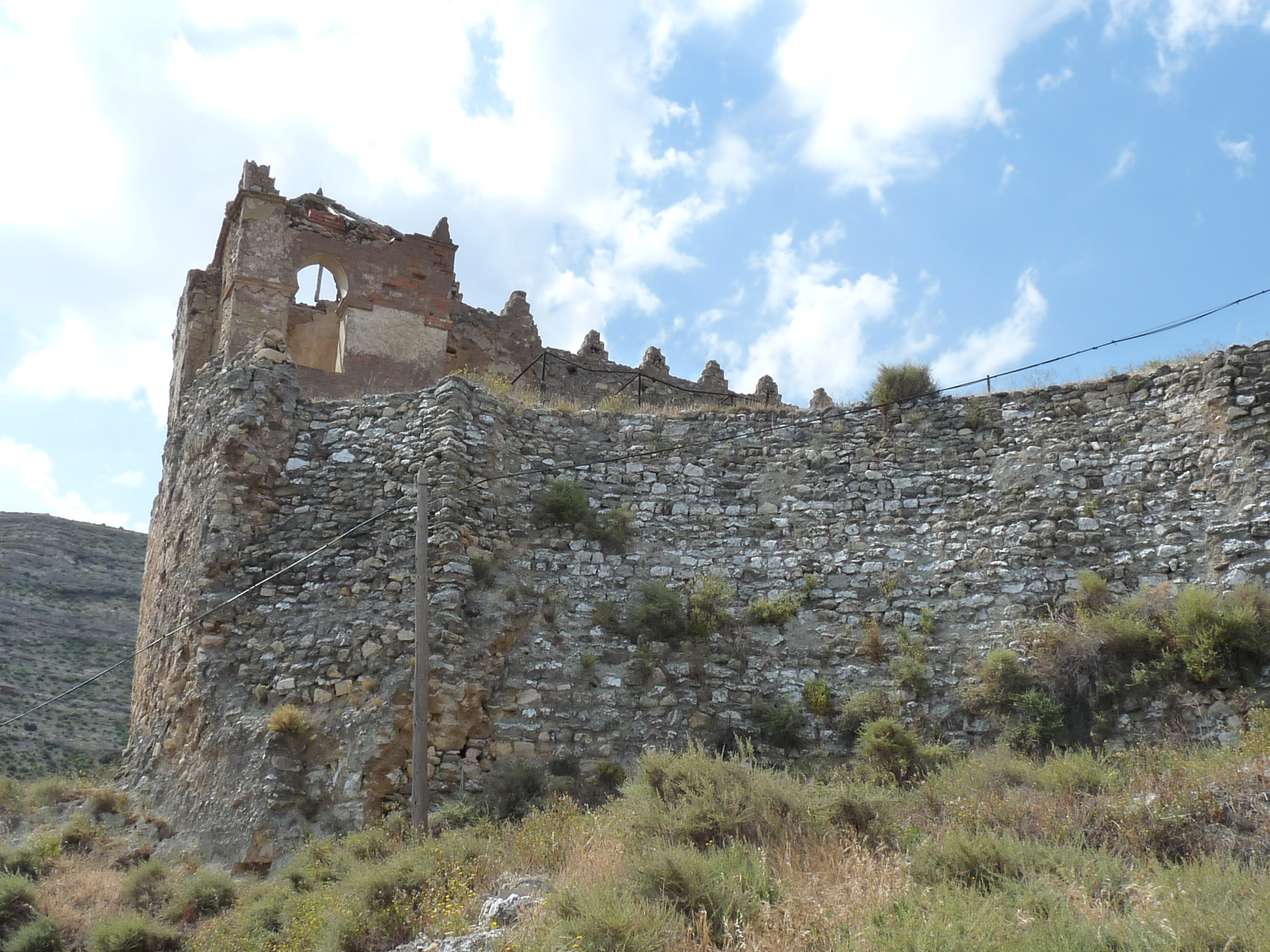
Castelo de Rueda de Jalón onde Gonçalo e muitos nobres perderam suas vidas.

Foi um membro da cúria régia do rei  Afonso VI e também manteve uma estreita relação com Lope Íñiguez, senhor da Biscaia, pois além dos interesses comuns e o apoio ao rei castelhano, ambos eram casados com duas irmãs; Ínigo com Ticlo e Gonçalo como Elvira Diaz, filhas de Diego Alvares.
Em 1067, o rei Fernando confiou a Gonçalo a missão de ir a Sevilha, acompanhado por Gonçalo Nunes de Lara e Fernando Ansures,  e os bispos de Leão e Astorga para trazer o corpo de Santa Justa. Gonçalo foi um grande benfeitor do mosteiro de São Salvador de Oña, onde ele e vários membros de sua família foram enterrados.
Antes de chegar a fortaleza de Rueda de Jalón onde perdeu a vida no episódio de guerra  sido chamado de "a traição de Rueda", Gonçalo  otorgou testamento em 5 de setembro de 1082 no mosteiro de São Salvador de Oña, doando a seu abade  os  mosteiros de Santa Cruz de Andión,e  tudo o que possuía  na igreja de São Andrés e Palazuelos e sua herança em Hermosilla e Busto confirmando o documento como conde em Castela a Velha Tedeja, Cadreggas e Poza, que governou,  assim como Lara, onde  aparece como tenente em 1073.

## Matrimónio e descendência
Casou por duas vezes; o primeiro casamento foi com Elvira Diaz, filha de Diego Alvares, tenente em Montes de Oca, e irmã de Ticlo, a esposa de Lope Íñiguez,senhor de Biscaia, de quem teve:
- Garcia Gonçalves[10]

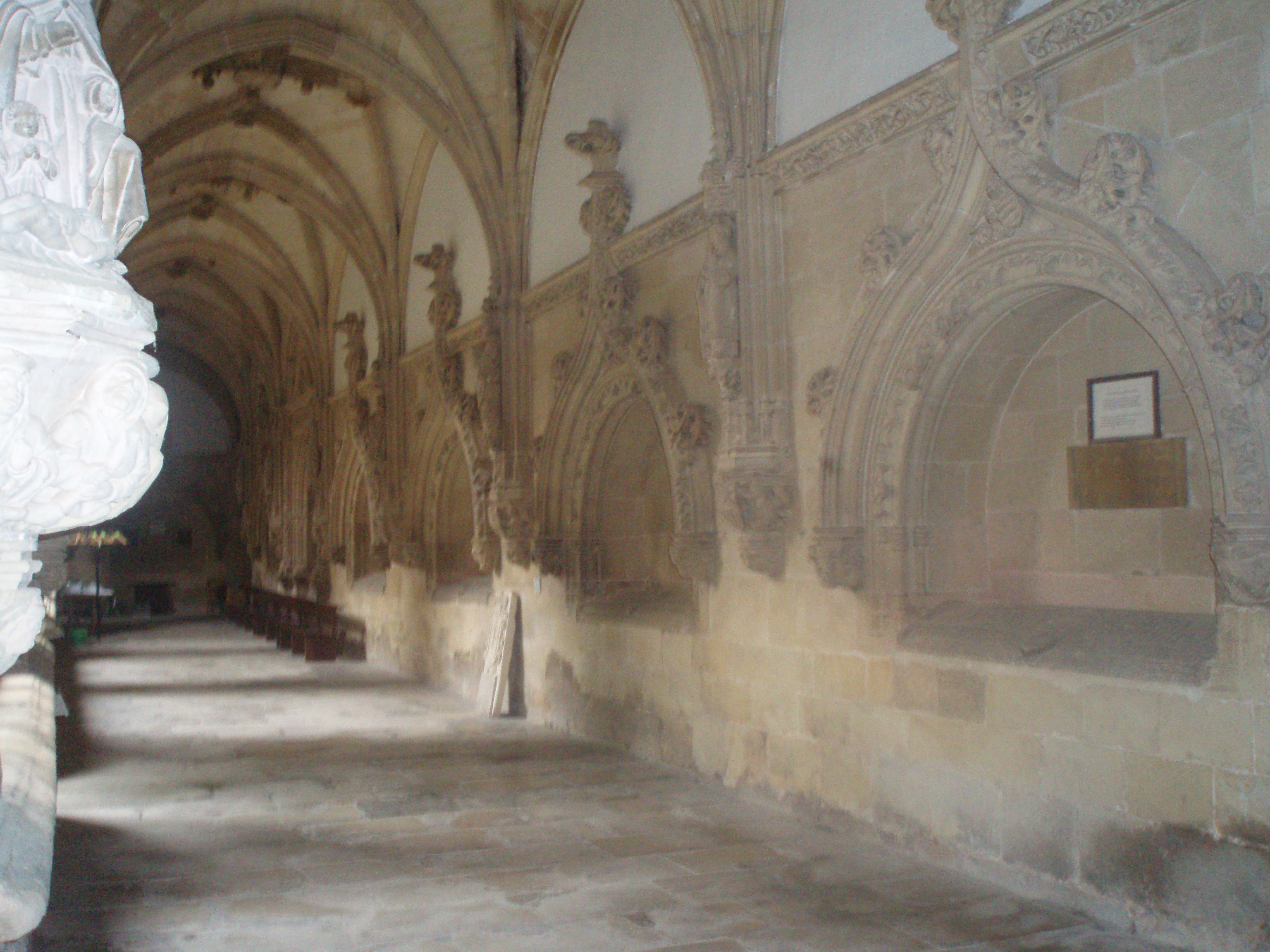
Uma das galerias do claustro do Mosteiro de San Salvador de Ona, onde foi enterrado o conde Gonzalo Salvadorez e vários membros de sua família

- Gustio ou Gudesteo Gonçalves[10]
- Goto Gonçalves (falecida antes de julho de 1087) esposa do conde Fernando Dias, filho de Diogo Fernandes de Oviedo e irmão de Jimena Dias, a mulher de Rodrigo Diaz de Vivar, O Cid[10]
- Toda Gonçalves[10]
- Maior Gonçalves, esposa de Pelayo Peláez e pais de várias crianças, incluindo Gonçalo Peláez "o conde rebelde"[10]

O segundo casamento foi com Sancha Sanches, filha de Sancho Macerátiz, dominante em Montes de Oca e de Andregoto, e irmã de Sancho Sanches, conde de Erro e Tafalla, pai de Maria Sanches, esposa de Diego Lopes I de Haro "O branco" senhor de Biscaia, de quem teve:
- Gomes Gonçalves o de Candespina.[7] morto em 1110,  conde em La Bureba e casado com Urraca Muñoz.
- Fernando Gonçalves (que morreu antes de maio de 1107).

## Bibliografía
- Este artigo foi inicialmente traduzido, total ou parcialmente, do artigo da Wikipédia em castelhano cujo título é «Gonzalo Salvadórez», especificamente 66662606 desta versão.
- Balparda de las Herrerías, Gregorio (1933–1934). Historia crítica de Vizcaya y sus fueros. T. II, Libro 3, El primer fuero de Vizcaya, el de los señores (em espanhol). Bilbao: Imprenta Mayli. OCLC 634212337
- Estepa Díez, Carlos (2003). Las Behetrías Castellanas, 2 vol. (em espanhol). Valladolid: Junta de Castilla y León, Consejería de Cultura y Turismo. ISBN 84-9718-117-4
- Martínez Díez, Gonzalo (2004). El Condado de Castilla(711-1038): la historia frente a la leyenda (em espanhol). Valladolid: Junta de Castilla y León. ISBN 84-95379-94-5
- Montaner Frutos, Alberto (1998). El Cid en Aragón (em espanhol). Zaragoza: CAI-Edelvives. pp. 32–38. ISBN 84-88305-75-3
- Montaner Frutos, Alberto (2011). Cantar de mio Cid. Barcelona: Galaxia Gutemberg; Real Academia Española. pp. 722, 845–851 e 924. ISBN 978-84-8109-908-9
- Sagredo Fernández, Félix (1975). «Los condes de Bureba en la documentación de la segunda mitad del siglo XI». Hispania, revista espanola de historia (em espanhol). 35 (extra 6): 91-120. ISSN 0018-2141
- Sánchez de Mora, Antonio (1998). «Aproximación al estudio de la nobleza castellana: Los llamados Salvadores-Manzanedo y sus relaciones con el linaje de Lara (ss.XI-XIII)». Medievalismo: Boletín de la Sociedad Española de Estudios Medievales (em espanhol) (8): 35-64. ISSN 1131-8155
- Sánchez de Mora, Antonio (2003). «La nobleza castellana en la plena Edad Media: el linaje de Lara. Tesis doctoral. Universidad de Sevilla» (em espanhol)
- Torres Sevilla-Quiñones de León, Margarita (1999). Linajes nobiliarios de León y Castilla (em espanhol). Salamanca: Junta de Castilla y León. ISBN 84-7846-781-5